# كأس الاتحاد الإنجليزي 1993–94
كأس الاتحاد الإنجليزي 1993–94 (بالإنجليزية: 1993–94 FA Cup)‏ هو الموسم 113 من  كأس الاتحاد الإنجليزي. الذي يشرف على تنظيمه الاتحاد الإنجليزي لكرة القدم، وفاز فيه مانشستر يونايتد.